# Кыз-Кёль
Кыз-Кёль (кирг. Кыз-Көл) — село в Сузакском районе Джалал-Абадской области Кыргызстана. Входит в состав Кыз-Кёльского айылного аймака.

## География
Село расположено в юго-восточной части области, на правом берегу реки Ак-Тоок, на расстоянии приблизительно 26 километров (по прямой) к северо-востоку от села Сузак, административного центра района. Абсолютная высота — 1098 метров над уровнем моря.

## Население
Согласно оценочным данным Национального статистического комитета Кыргызской Республики, численность населения села на начало 2023 года составляла 1220 человек.
| год     | 2009 | 2014 | 2015 | 2020 | 2021 | 2023 |
| ------- | ---- | ---- | ---- | ---- | ---- | ---- |
| человек | 948  | 782  | 878  | 1113 | 1190 | 1220 |